# Liste der Biografien/Verj
Liste der Biografien |
Portal Biografien |
Personensuche
# |
A |
B |
C |
D |
E |
F |
G |
H |
I |
J |
K |
L |
M |
N |
O |
P |
Q |
R |
S |
T |
U |
V |
W |
X |
Y |
Z |
?
 
Va |
Vd |
Ve |
Vh |
Vi |
Vj |
Vl |
Vn |
Vo |
Vr |
Vs |
Vt |
Vu |
Vy
 
Vea |
Veb |
Vec |
Ved |
Vee |
Veg |
Veh |
Vei |
Vej |
Vek |
Vel |
Vem |
Ven |
Veo |
Veq |
Ver |
Ves |
Vet |
Veu |
Vev |
Vex |
Vey |
Vez
 
Vera |
Verb |
Verc |
Verd |
Vere |
Verf |
Verg |
Verh |
Veri |
Verj |
Verk |
Verl |
Verm |
Vern |
Vero |
Verp |
Verq |
Verr |
Vers |
Vert |
Veru |
Verv |
Verw |
Very |
Verz
Die Liste der Biografien führt alle Personen auf, die in der deutschsprachigen Wikipedia einen Artikel haben. Dieses ist eine Teilliste mit 8 Einträgen von Personen, deren Namen mit den Buchstaben „Verj“ beginnt.

## Verj

### Verja
- Verjans, Nicky (* 1987), niederländischer Handballspieler

### Verje
- Verjee, Rumi (* 1957), britischer Anwalt, Unternehmer, Philanthrop und Politiker
- Verjee, Zain (* 1974), kenianisch-kanadische Journalistin

### Verju
- Verjus de Crécy, Louis (1629–1709), französischer Diplomat und Mitglied der Académie française
- Verjus, Antoine (1632–1706), französischer Gelehrter und Jesuit
- Verjus, François (1633–1710), französischer Bischof
- Verjus, Henri (1860–1892), französischer Bischof, römisch-katholischer Ordensgeistlicher und Koadjutorvikar von Neuguinea
- Verjus, Jean († 1663), französischer Geistlicher und Prediger